# Интернет в Швейцарии
Широкополосный домашний доступ в Интернет в Швейцарии в основном представлен через цифровые абонентские линии (DSL) и коаксиальные кабели. Другие технологии xDSL, а также волоконно-оптическая связь и спутниковый Интернет, из-за своей стоимости используются в основном в бизнесе.
По данным на 2007 год в Швейцарии было около 5,097 миллионов пользователей Интернет (67,8 % населения), на 2009 год их число уже составляет 5,739 миллионов человек — 75,5 % от всего населения (7,604 миллионов человек).

## Общие положения
Домашний доступ в Интернет, представленный технологией DSL (от англ. Digital subscriber line), включает в себя как асимметричные (ADSL — от англ. Asymmetric Digital Subscriber Line), так и сверхвысокоскоростные (VDSL — от англ. Very-high data rate Digital Subscriber Line) цифровые линии. Доступ посредством кабелей (DOCSIS — от англ. Data Over Cable Service Interface Specifications) составляет всего одну треть подключений.
Крупнейшими интернет-провайдеры (ISP — от англ. Internet Service Provider) в Швейцарии являются Swisscom, Green.ch, Cybernet и Cablecom. Всего на 1999 год в Швейцарии было зарегистрировано 115 интернет-провайдеров.